# Sputnik-satellitter
 "Sputnik" omdirigeres hertil. For andre betydninger af Sputnik, se Sputnik (flertydig).
Sputnik (russisk: Спутник, ”ledsager eller drabant”) var fællesnavnet på de første sovjetiske satellitter; Sputnik 1, 2 og 3. På grund af hemmelighedskræmmeri blev mange sovjetiske satellitter ikke omtalt offentligt og vestlige medier benævnte diverse sovjetiske rumfartøjer Sputnik. Efterhånden opdagede medierne dog, at Sovjetunionen anmeldte deres opsendte satellitter under navnet Kosmos til FN.
Da Vostok-fartøjerne blev testet ubemandede med hunde og dukker (Ivan Ivanovitj ≈ 'Jens Hansen') benævnte Sovjetunionen dem internt for Korabl Sputnik (Sputnik-skibe). Da Sovjetunionen opsendte rumsonder til Månen og Mars, benævnte de vestlige medier disse som henholdsvis Lunik and Marsnik. De korrekte navne er Luna og Mars.
| Sputnik                                                                                  | år   | mission                                                        | korrekt navn     |
| ---------------------------------------------------------------------------------------- | ---- | -------------------------------------------------------------- | ---------------- |
| 1                                                                                        | 1957 | første kunstige satellit                                       | Sputnik 1        |
| 2                                                                                        | 1957 | rumhunden Laika                                                | Sputnik 2        |
| 3                                                                                        | 1958 | Van Allen-bæltet undersøgelse                                  | Sputnik 3        |
| 4                                                                                        | 1960 | tomt Vostok-fartøj                                             | Korabl Sputnik 1 |
| 5                                                                                        | 1960 | 2 hunde i et Vostok-fartøj                                     | Korabl Sputnik 2 |
| 6                                                                                        | 1960 | 2 hunde i et Vostok-fartøj                                     | Korabl Sputnik 3 |
| 7                                                                                        | 1961 | mislykket venussonde                                           | Venera-1961A     |
| 8                                                                                        | 1961 | mislykket venussonde                                           | Venera 1         |
| 9                                                                                        | 1961 | en hund og Ivan Ivanovitj                                      | Korabl Sputnik 4 |
| 10                                                                                       | 1961 | en hund og Ivan Ivanovitj                                      | Korabl Sputnik 5 |
| 11                                                                                       | 1961 | Jurij Gagarin                                                  | Vostok 1         |
| 12                                                                                       | 1961 | German Titov                                                   | Vostok 2         |
| 13                                                                                       | 1962 | videnskabelig satellit                                         | Kosmos 3         |
| 14                                                                                       | 1962 | videnskabelig satellit                                         | Kosmos 4         |
| 15                                                                                       | 1962 | videnskabelig satellit                                         | Kosmos 5         |
| 16                                                                                       | 1962 | videnskabelig satellit                                         | Kosmos 6         |
| 17                                                                                       | 1962 | videnskabelig satellit                                         | Kosmos 7         |
| 18                                                                                       | 1962 | videnskabelig satellit                                         | Kosmos 8         |
| 19                                                                                       | 1962 | mislykket venussonde                                           | Venera-1962A     |
| 20                                                                                       | 1962 | mislykket venussonde                                           | Venera-1962B     |
| 21                                                                                       | 1962 | mislykket venussonde                                           | Venera-1962C     |
| 22                                                                                       | 1962 | mislykket marssonde                                            | Mars-1962A       |
| 23                                                                                       | 1962 | mislykket marssonde                                            | Mars 1           |
| 24                                                                                       | 1962 | mislykket marssonde                                            | Mars-1962B       |
| 25                                                                                       | 1963 | mislykket månelander                                           | Luna-1963A       |
| Det er usikkert hvor mange sputnikker der er, da Sputnik 40 betyder "40 år med Sputnik"! |      |                                                                |                  |
| 40                                                                                       | 1997 | 1/3 størrelses model af Sputnik 1 sat fri fra rumstationen Mir | Sputnik 40       |
| 41                                                                                       | 1998 | en anden jubilæumskopi af Sputnik 1                            | Sputnik 41       |

## Ekstern kilde/henvisning
- Sputnik 1 (engelsk)